# Wielersport op de Middellandse Zeespelen 1975
Wielersport is een van de sporten die beoefend werden tijdens de Middellandse Zeespelen 1975 in Algiers, de hoofdstad van Algerije. Er waren twee onderdelen op de weg: één wegrit en ploegentijdrit. Ook waren er vier onderdelen op de baan; een individuele- en ploegenachtervolging, sprint en één enkele kilometer. Italië was het sterkste land, het won maar liefst alle zes gouden medailles en één zilveren. Alle wedstrijden werden georganiseerd voor enkel mannen.

## Uitslagen

### Weg
| Event          | Goud           | Zilver         | Brons       |
| -------------- | -------------- | -------------- | ----------- |
| Wegrit         | Carmelo Barone | Éric Lalouette | Juan Pujol  |
| Ploegentijdrit | Italië         | Spanje         | Griekenland |

### Baan
| Event                     | Goud               | Zilver                    | Brons              |
| ------------------------- | ------------------ | ------------------------- | ------------------ |
| Individuele achtervolging | Orfeo Pizzoferrato | Ernesto Bisacchi          | José María Estevez |
| Ploegenachtervolging      | Italië             | Spanje                    | Algerije           |
| Sprint                    | Giorgio Rossi      | Fernando Lajo             | El Bouti           |
| Kilometer                 | Ferruccio Ferro    | Ahmed Abdeslam Elgheriani | Mikhail Kountras   |

## Medaillespiegel
| Plaats | Land        | Goud | Zilver | Brons | Totaal |
| 1      | Italië      | 6    | 1      | 0     | 7      |
| 2      | Spanje      | 0    | 3      | 2     | 5      |
| 3      | Frankrijk   | 0    | 1      | 0     | 1      |
| 4      | Libië       | 0    | 1      | 0     | 1      |
| 5      | Griekenland | 0    | 0      | 2     | 2      |
| 6      | Algerije    | 0    | 0      | 1     | 1      |
| 7      | Marokko     | 0    | 0      | 1     | 1      |
| Totaal | Totaal      | 6    | 6      | 6     | 18     |

1955 · 1959 · 1963 · 1967 · 1971 · 1975 · 1979 · 1983 · 1987 · 1991 · 1993 · 1997 · 2001 · 2005 · 2009 · 2013 · 2018 · 2022
Atletiek · Basketbal · Boksen · Gewichtheffen · Gymnastiek · Handbal · Judo · Schermen · Schietsport · Tafeltennis · Tennis · Voetbal · Volleybal · Waterpolo · Wielersport · Worstelen · Zeilen · Zwemmen